# Cyrtandra baileyi
Cyrtandra baileyi là một loài thực vật có hoa trong họ Tai voi. Loài này được F.Muell. mô tả khoa học đầu tiên năm 1890.